# Nekomata

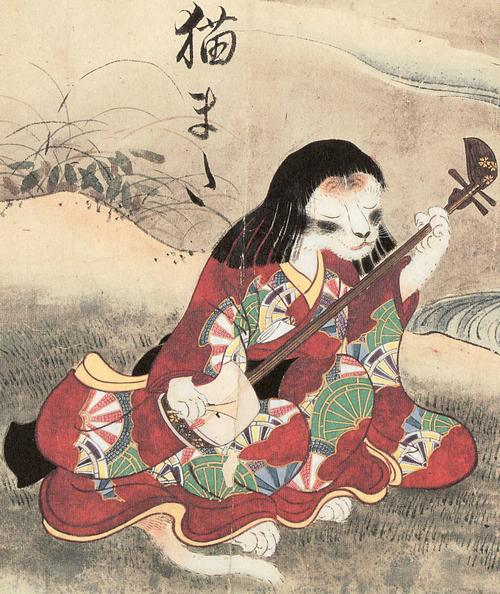
Nekomata trong hình dạng phụ nữ gãy đàn Shamisen, tranh của Sawaki Sūhi

Nekomata (được biểu ký bằng chữ Hán là 猫又, 猫股 hoặc 猫また) là một sinh vật trong truyền thuyết Nhật Bản, được xếp vào hàng yêu quái. Nekomata được cho do mèo nhà nhiều tuổi (40 hoặc 100 tuổi trở lên) biến hóa thành. Trong nhiều nền văn hóa của Thế giới, mèo có khuynh hướng được xem là sự ẩn dụ của nữ giới, và tại Nhật người ta cũng ví Nekomata với sự tà ác của người đàn bà.

## Văn kiện, truyền thuyết

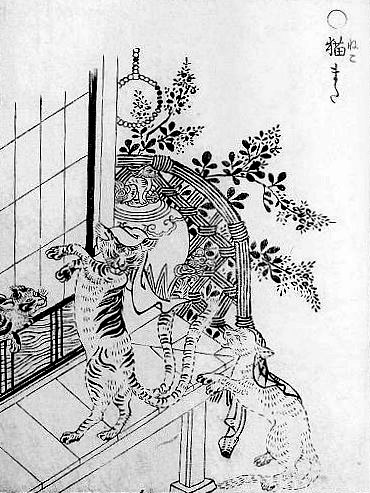
Nekomata đi bằng hai chân, có hai đuôi trong tranh của Toriyama Sekien